# 托馬斯·卡拉布羅
托馬斯·卡拉布羅（Thomas Calabro，1959年2月3日—）是美國的一位演員和導演。卡拉布羅畢業於福坦莫大學，他的演藝生涯開始於莎士比亞戲劇仲夏夜之夢。